# Parvamussium caesicium
Parvamussium caesicium is een tweekleppigensoort uit de familie van de Propeamussiidae. De wetenschappelijke naam van de soort werd in 2008 voor het eerst geldig gepubliceerd door Henk Dijkstra en Robert Moolenbeek.